# Ecaterina de Siena
Ecaterina de Siena (Caterina Benincasa) n. 25 martie 1347, d. 29 aprilie 1380, a fost o mistică dominicană. Este venerată ca sfântă în Biserica Catolică și a fost declarată Doctor al Bisericii.

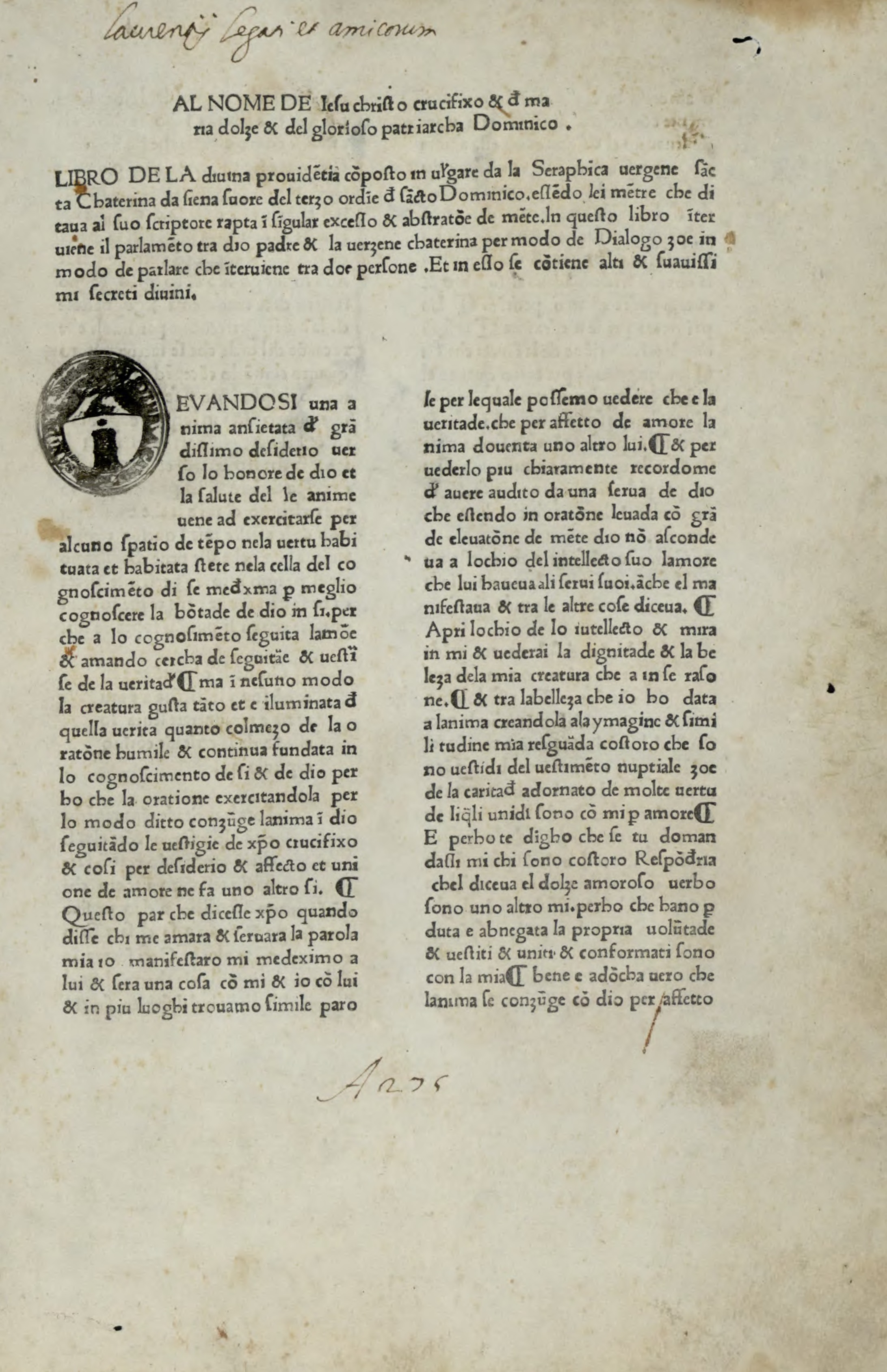
Libro della divina dottrina, c. 1475